# Huey Long

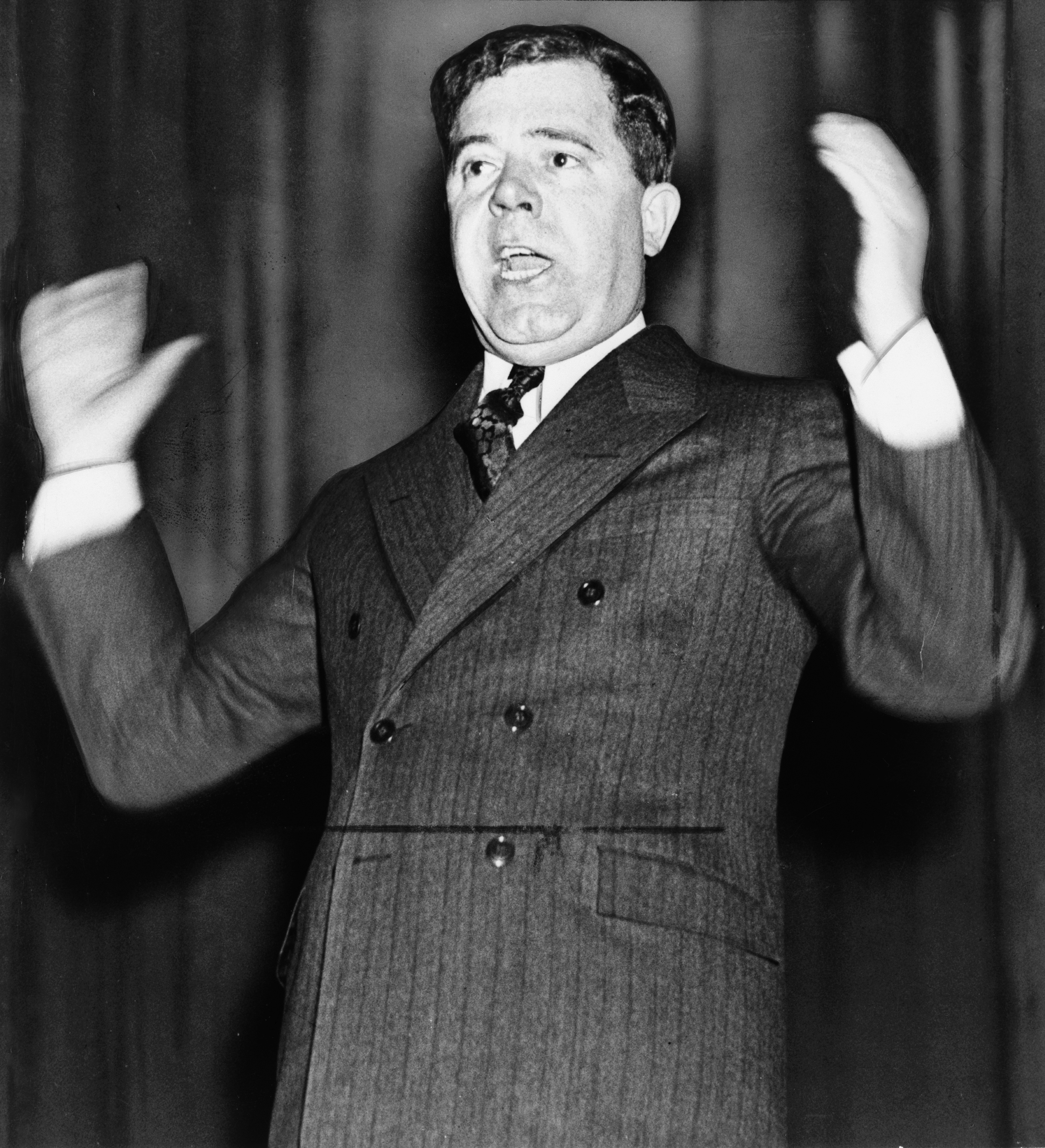
Huey Long (1935)

Huebert Pierce „Huey“ Long, Jr. (* 30. August 1893 in Winnfield, Louisiana; † 10. September 1935 in Baton Rouge, Louisiana), genannt The Kingfish („der Königsfisch“), war ein US-amerikanischer Politiker im US-Bundesstaat Louisiana. Er gehörte den Demokraten an und wurde oftmals als radikaler Populist bezeichnet. Long starb 42-jährig an den Folgen eines Attentats.

## Leben
Long wurde in Winnfield im zentralen Norden von Louisiana als das siebte von neun Kindern einer Mittelklasse-Familie geboren. Er besuchte die lokalen Schulen, war angeblich ein ausgezeichneter Schüler und verfügte über ein fotografisches Gedächtnis. 1910 wurde er der Schule verwiesen, weil er eine Petition gegen das zuvor eingeführte zwölfte Pflichtschuljahr verteilt hatte. Die folgenden vier Jahre verbrachte Long als Handelsreisender für Bücher und Konserven. Darüber hinaus vertrieb er rezeptfreie Arzneimittel und betätigte sich als Auktionator. 1913 heiratete er Rose McConnell.
Long studierte an der Juristischen Fakultät der University of Oklahoma, später an der Tulane University Rechtswissenschaften und legte 1915 in New Orleans, Louisiana die Staatsprüfung ab. Danach gründete er eine Rechtsanwaltskanzlei in Winnfield und in Shreveport, Louisiana. Nach Angaben der (dem Long’schen Andenken verpflichteten) Stiftung Long Legacy Project vertrat er insbesondere sozial benachteiligte Mandanten sowie kleine Firmen gegen Konzerne. Im Zuge dessen strebte Long auch in die Politik. Ab 1918 bewarb er sich, teils in Kampfkandidaturen, um politische Ämter in Louisiana. Von 1928 bis 1932 war er Gouverneur des Bundesstaates. Anschließend vertrat er Louisiana bis 1935 im US-Senat.
Bei der Präsidentschaftswahl 1932 unterstützte Long den späteren Präsidenten Franklin D. Roosevelt, überwarf sich nach dessen Amtsantritt aber bereits im Juni 1933 mit ihm, da ihm die Pläne Roosevelts nicht weit genug gingen, und plante für die Wahl des Jahres 1936 eine eigene Kandidatur für das Amt des Präsidenten. Landesweite Aufmerksamkeit erlangte er 1934 mit der Kampagne „Share Our Wealth“ (deutsch etwa „Wir teilen unseren Wohlstand“), die er als Reaktion auf die Weltwirtschaftskrise und als Gegenkampagne zu Roosevelts New Deal initiierte. In dieser Kampagne forderte er eine weitgehende Umverteilung des Wohlstands, u. a. mit der Forderung, dass jeder Familie ein Grundeinkommen garantiert werden solle, für das im Gegenzug hohe Einkommen stärker steuerlich belastet werden sollten. Kritiker hielten diese Pläne für radikal bzw. nicht umsetzbar.
Obwohl er in seiner Amtszeit den Ausbau des Bildungssystems, Gesundheitswesens und Straßennetzes von Louisiana wesentlich voranbrachte, war Long umstritten. Sein Führungsstil galt als autokratisch, weil er seine politischen Ziele unter anderem durch Ämterpatronage und Erpressung durchzusetzen versuchte und seine Gegner mit aggressiver Polemik attackierte. Bekannt wurde er durch seine 15-stündige Dauerrede im Senat (1935er-Filibuster), in der er unter anderem seine Rezepte für gebratene Austern vortrug. Er versuchte damit, die Verabschiedung eines Gesetzes zu verhindern, das seiner Ansicht nach die reichen Bürger bevorzugte und die Armen benachteiligte.
Long erlag am 10. September 1935 seinen Schussverletzungen, die er zwei Tage zuvor bei einem Attentat im Louisiana State Capitol in Baton Rouge erlitten hatte. Sein mutmaßlicher Mörder, der Arzt Carl Austin Weiss, war der Schwiegersohn des Richters und Long-Gegners Benjamin Pavy, dessen Amtsenthebung aus politischen Gründen Long an genau diesem Tag vorantrieb. Weiss wurde sofort nach dem von ihm abgegebenen Schuss von Polizei und Longs Leibwächtern erschossen. Aufgrund der Vielzahl der abgegebenen Schüsse (Weiss trafen 62 Kugeln) wurde einige Zeit vermutet, Long selbst sei möglicherweise durch einen fehlgegangenen Schuss seiner eigenen Leibwächter getötet worden, was heute als widerlegt gilt.

## Die Long’sche Politikerdynastie
Nach Longs Tod 1935 waren einige Mitglieder seiner Familie politisch tätig.
- Seine Frau, Rose McConnell Long, war von 1936 bis 1937 US-Senatorin für Louisiana.
- Sein Sohn, Russell B. Long, war von 1948 bis 1987 US-Senator für Louisiana.
- Sein jüngerer Bruder, Earl Long, war Gouverneur von Louisiana (1939–1940, 1948–1952, 1956–1960).
- Sein älterer Bruder, George S. Long, vertrat den mittlerweile abgeschafften 8. Bezirk von Louisiana im Repräsentantenhaus von 1953 bis 1958.
- Sein Neffe, Gillis William Long, vertrat Louisiana zwischen 1963 und 1965 sowie nochmals von 1973 bis 1985 im US-Repräsentantenhaus.

## Andenken
Die Huey P. Long Bridge, die den Mississippi River bei Baton Rouge überquert, und die Huey P. Long Bridge, die den Mississippi River im Jefferson Parish überquert, sind nach ihm benannt. Nach ihm und dessen Unterstützer und Nachfolger O. K. Allen sind die Long-Allen Bridges benannt. Es gibt auch ein Huey P. Long Hospital in Pineville am Red River bei Alexandria.